# Bais (Mayenne)
Bais – miejscowość i gmina we Francji, w regionie Kraj Loary, w departamencie Mayenne.
Według danych na rok 1990 gminę zamieszkiwało 1571 osób, a gęstość zaludnienia wynosiła 60 osób/km² (wśród 1504 gmin Kraju Loary Bais plasuje się na 391. miejscu pod względem liczby ludności, natomiast pod względem powierzchni na miejscu 372.).